# Oceania Football Confederation
Fotbalová konfederace Oceánie (anglicky Oceania Football Confederation známá pod zkratkou OFC) je hlavní řídící organizací oceánského fotbalu, futsalu a plážového fotbalu. Je jednou ze šesti kontinentálních konfederací pod FIFA. Sdružuje 11 národních fotbalových asociací z Oceánie a 2 přidružené členy.
Ze všech šesti konfederací pod FIFA jde o fotbalově nejslabší konfederaci. Na mistrovství světa ve fotbale má alokovánu pouze polovinu místa (vítěz oceánské kvalifikace se kvalifikuje do mezikontinentální baráže, kde se teprve rozhodne o postupu na MS). Do roku 2006 byla členem OFC také Austrálie, která přešla do AFC. Do roku 1994 byl z politických důvodů také přidruženým členem Izrael.

## Historie
Konfederace byla založena v roce 1966. Zakládajícími členy byli Austrálie, Nový Zéland, Papua Nová Guinea a Fidži. V roce 1996 byla OFC potvrzena jako plnoprávná konfederace pod FIFA a byla ji přidělena křesla v řídících orgánech FIFA.

## Členové
OFC má 11 plných členů a 2 přidružené.
| - Americká Samoa - Fidži - Nový Zéland - Samoa - Tahiti - Tuvalu1 | - Cookovy ostrovy - Kiribati1 - Nová Kaledonie - Papua Nová Guinea - Šalomounovy ostrovy - Tonga - Vanuatu |

1 Asociovaný člen OFC a zároveň nečlen FIFA.

## Soutěže

### Mužské
- Oceánský pohár národů
- Liga mistrů OFC
- Pohár OFC (Hrají ho mistři fotbalově rozvojových zemí - Americké Samoy, Cookových ostrovů, Samoy a Tongy. V budoucností se počítá s tím, že bude kvalifikací do LM OFC.)
- AFC – OFC Challenge Cup (zrušený)
- Kvalifikace na Olympijské hry zóny OFC
- Mistrovství Oceánie ve fotbale hráčů do 20 let
- Mistrovství Oceánie ve fotbale hráčů do 17 let
- Polynéský pohár (zaniklý)
- Melanéský pohár (zaniklý)
- Wantok Cup
- Fotbal na Jihopacifických hrách
- Pacifický pohár

### Ženské
- Mistrovství Oceánie ve fotbale žen
- Kvalifikace žen na Olympijské hry zóny OFC
- Mistrovství Oceánie ve fotbale žen do 20 let
- Mistrovství Oceánie ve fotbale žen do 17 let

### Futsal
- Mistrovství Oceánie ve futsalu

### Plážový fotbal
- Mistrovství Oceánie v plážovém fotbale